# Jewhen Pawłow
Jewhen Stepanowycz Pawłow, ukr. Євген Степанович Павлов (ur. 12 marca 1991 w Sewastopolu) – ukraiński piłkarz, grający na pozycji napastnika. Wiosną 2014 otrzymał rosyjskie obywatelstwo.

## Kariera piłkarska

### Kariera klubowa
Wychowanek klubu Wołyń Łuck, w którym jednym z asystentów był jego ojciec, a w przeszłości znany piłkarz Stepan Pawłow. W wieku 12 lat zaczął występować w juniorskich mistrzostwach Ukrainy (DJuFL). Mając 15 lat debiutował w drużynie rezerw Wołyni, a 20 marca 2007 w podstawowej jedenastce w Pierwszej Lidze w meczu przeciwko Obołoni Kijów. Jako 16-latek strzelił pierwszego swego gola w składzie Wołyni. Po zakończeniu sezonu 2012/13 opuścił łucki klub. 7 marca 2014 zasilił skład FK Sewastopol. Po rozformowaniu klubu w maju 2014 opuścił Krym, a już w lipcu zasilił skład Sokoła Saratów. Podczas przerwy zimowej sezonu 2014/15 wyjechał do Serbii, gdzie został piłkarzem FK Mladost Lučani. Latem 2015 trafił do Vasasu. W sezonie 2018/19 występował w cypryjskim Doxa Katokopia.

### Kariera reprezentacyjna
Występował w reprezentacji U-17 oraz w U-19. Od 2010 do 2012 bronił barw młodzieżowej reprezentacji Ukrainy.

## Sukcesy i odznaczenia

### Sukcesy klubowe
Wołyń Łuck
- wicemistrz Pierwszej Ligi: 2009/10